# Урцулей
Урцулѐй (на италиански: Urzulei; на сардински: Orthullè, Ортуле) е село и община в Южна Италия, провинция Нуоро, автономен регион и остров Сардиния. Разположено е на 511 m надморска височина. Населението на общината е 1326 души (към 2010 г.).
До 2005 г. общината е част от провинция Нуоро.